# 邱才明
邱才明（英語：Robert C. Qiu）是一位中国电子工程师。

## 生平
1987年毕业于西北电讯工程学院，1990年毕业于电子科技大学，1995年毕业于纽约大学。1997年加入贝尔实验室。后进入威讯实验室，2000年成为Wiscom共同创始人和首席执行官。后公司被英特尔收购。2003年担任田纳西理工大学教师。2014年担任上海交通大学大数据工程技术研究中心主任。曾任科技部位。

## 荣誉
2015年被选为美国电气电子工程师学会会士。